# Lekkoatletyka na Igrzyskach Ameryki Środkowej i Karaibów 2010
Zawody w lekkoatletyce na Igrzyskach Ameryki Środkowej i Karaibów 2010 zostały rozegrane w dniach 17 lipca-1 sierpnia 2010 roku.

## Rezultaty

### Mężczyźni
| Konkurencja                   | 1. miejsce                                                                           | Wynik    | 2. miejsce                                                                    | Wynik    | 3. miejsce                                                                          | Wynik    |
| ----------------------------- | ------------------------------------------------------------------------------------ | -------- | ----------------------------------------------------------------------------- | -------- | ----------------------------------------------------------------------------------- | -------- |
| Bieg na 100 m                 | Churandy Martina                                                                     | 10,07    | Daniel Bailey                                                                 | 10,08    | Lerone Clarke                                                                       | 10,15    |
| Bieg na 200 m                 | Churandy Martina                                                                     | 20,25    | Rasheed Dwyer                                                                 | 20,49    | Rondel Sorrillo                                                                     | 20,59    |
| Bieg na 400 m                 | Nery Brenes                                                                          | 44,84    | Tabarie Henry                                                                 | 45,07    | Allodin Fothergill                                                                  | 45,24    |
| Bieg na 800 m                 | Eduar Villanueva                                                                     | 1:47,73  | Moise Joseph                                                                  | 1:47,79  | Aldwyn Sappleton                                                                    | 1:48,12  |
| Bieg na 1500 m                | Juan Luis Barrios                                                                    | 3:44,85  | Eduar Villanueva                                                              | 3:45,04  | Pablo Solares                                                                       | 3:45,30  |
| Bieg na 5000 m                | Juan Luis Barrios                                                                    | 13:44,41 | Juan Carlos Romero                                                            | 13:56,17 | Cleveland Forde                                                                     | 14:08,95 |
| Bieg na 10 000 m              | Juan Carlos Romero                                                                   | 29:13,71 | Tomás Luna                                                                    | 29:14,15 | Luis Collazo                                                                        | 29:36,35 |
| Maraton                       | José Amado García                                                                    | 2:21:35  | Carlos Cordero                                                                | 2:22:06  | Juan Carlos Cardona                                                                 | 2:22:35  |
| Bieg na 3000 m z przeszkodami | Alexander Greaux                                                                     | 8:56,47  | Josafat Gonzalez                                                              | 8:57,98  | Marvin Blanco                                                                       | 9:03,10  |
| Bieg na 110 m przez płotki    | Ryan Brathwaite                                                                      | 13,39    | Eric Keddo                                                                    | 13,52    | Héctor Cotto                                                                        | 13,71    |
| Bieg na 400 m przez płotki    | Leford Green                                                                         | 48,47    | Javier Culson                                                                 | 48,58    | Roxroy Cato                                                                         | 49,62    |
| Sztafeta 4 × 100 m            | Trynidad i Tobago Rondel Sorrillo · Marc Burns · Emmanuel Callender · Keston Bledman | 38,24    | Jamajka Kenroy Anderson · Oshane Bailey · Rasheed Dwyer · Lerone Clarke       | 38,78    | Antyle Holenderskie Prince Kwidama · Brian Mariano · Curtis Cock · Churandy Martina | 38,82    |
| Sztafeta 4 × 400 m            | Jamajka Oral Thompson · Leford Green · Roxroy Cato · Allodin Fothergill              | 3:01,68  | Bahamy Andretti Bain · Michael Mathieu · La'Sean Pickstock · Demetrius Pinder | 3:01,82  | Trynidad i Tobago Zwede Hewitt · Lalonde Gordon · Gavyn Nero · Jarrin Solomon       | 3:04,07  |
| Chód na 20 km                 | Eder Sánchez                                                                         | 1:22:32  | Luis Fernando López                                                           | 1:22:55  | Gustavo Restrepo                                                                    | 1:22:56  |
| Chód na 50 km                 | Horacio Nava                                                                         | 3:56:46  | Rodrigo Moreno                                                                | 4:11:42  | Cristian Berdeja                                                                    | 4:32:51  |
| Skok wzwyż                    | Donald Thomas                                                                        | 2,28     | Trevor Barry                                                                  | 2,28     | Wanner Miller                                                                       | 2,19     |
| Skok o tyczce                 | Giovanni Lanaro                                                                      | 5,60     | Brandon Estrada                                                               | 5,40     | Christian Sánchez                                                                   | 5,20     |
| Skok w dal                    | Tyrone Smith                                                                         | 8,22     | Muhammad Halim                                                                | 7,79     | Carlos Morgan                                                                       | 7,72     |
| Trójskok                      | Leevan Sands                                                                         | 17,21    | Randy Lewis                                                                   | 17,20    | Samyr Lainé                                                                         | 17,01    |
| Pchnięcie kulą                | Dorian Scott                                                                         | 18,92    | O’Dayne Richards                                                              | 18,74    | Eder César Moreno                                                                   | 18,45    |
| Rzut dyskiem                  | Jason Morgan                                                                         | 59,43    | Jesús Parejo                                                                  | 54,88    | Mario Cota                                                                          | 54,70    |
| Rzut młotem                   | Aldo Bello                                                                           | 65,10    | Jean Rosario                                                                  | 63,31    | Pedro Muñoz                                                                         | 63,03    |
| Rzut oszczepem                | Arley Ibargüen                                                                       | 78,93    | Dayron Márquez                                                                | 76,31    | Juan José Méndez                                                                    | 76,03    |
| Dziesięciobój                 | Maurice Smith                                                                        | 8109     | Steven Marrero                                                                | 7506     | Marcos Sánchez                                                                      | 7311     |

### Kobiety
| Konkurencja                   | 1. miejsce                                                                                 | Wynik    | 2. miejsce                                                                             | Wynik    | 3. miejsce                                                                           | Wynik    |
| ----------------------------- | ------------------------------------------------------------------------------------------ | -------- | -------------------------------------------------------------------------------------- | -------- | ------------------------------------------------------------------------------------ | -------- |
| Bieg na 100 m                 | Tahesia Harrigan                                                                           | 11,19    | Ayanna Hutchinson                                                                      | 11,47    | Yomara Hinestroza                                                                    | 11,51    |
| Bieg na 200 m                 | Cydonie Mothersill                                                                         | 22,91    | Carol Rodríguez                                                                        | 23,37    | Darlenys Obregón                                                                     | 23,76    |
| Bieg na 400 m                 | Christine Amertil                                                                          | 52,16    | Aliann Pompey                                                                          | 52,33    | Tiandra Ponteen                                                                      | 52,75    |
| Bieg na 800 m                 | Rosibel García                                                                             | 2:03,77  | Andrea Ferris                                                                          | 2:04,16  | Marian Burnett                                                                       | 2:04,45  |
| Bieg na 1500 m                | Rosibel García                                                                             | 4:21,17  | Pilar McShine                                                                          | 4:21,66  | Beverly Ramos                                                                        | 4:22,02  |
| Bieg na 5000 m                | Beverly Ramos                                                                              | 16:09,82 | Yolanda Caballero                                                                      | 16:14,75 | Adriana Fernández                                                                    | 16:28,75 |
| Bieg na 10 000 m              | Yolanda Caballero                                                                          | 34:50,58 | María Elena Valencia                                                                   | 34:52,66 | Madaí Pérez                                                                          | 34:57,05 |
| Maraton                       | Marisol Romero                                                                             | 2:44:30  | Gabriela Traña                                                                         | 2:46:22  | Paula Apolonio                                                                       | 2:48:46  |
| Bieg na 3000 m z przeszkodami | Beverly Ramos                                                                              | 9:59,03  | Ángela Figueroa                                                                        | 10:18,28 | Sandra Lopez Reyes                                                                   | 10:18,88 |
| Bieg na 100 m przez płotki    | Aleesha Barber                                                                             | 13,09    | Eliecith Palacios                                                                      | 13,20    | Andrea Bliss                                                                         | 13,20    |
| Bieg na 400 m przez płotki    | Nickiesha Wilson                                                                           | 55,40    | Janeil Bellille                                                                        | 56,81    | Yolanda Osana                                                                        | 57,73    |
| Sztafeta 4 × 100 m            | Kolumbia Eliecith Palacios · María Alejandra Idrobo · Darlenys Obregón · Yomara Hinestroza | 43,63    | Jamajka Audria Segree · Jovanee Jarrett · Andrea Bliss · Anastasia Le-Roy              | 44,27    | Saint Kitts i Nevis Tanika Liburd · Tameka Williams · Tiandra Ponteen · Virgil Hodge | 44,43    |
| Sztafeta 4 × 400 m            | Jamajka Davita Prendergast · Nikita Tracey · Dominique Blake · Clora Williams              | 3:32,31  | Kolumbia Jennifer Padilla · María Alejandra Idrobo · Darlenys Obregón · Norma González | 3:33,03  | Trynidad i Tobago Aleesha Barber · Janeil Bellille · Melissa DeLeon · Afiya Walker   | 3:35,66  |
| Chód na 20 km                 | Sandra Galvis                                                                              | 1:38:27  | Milangela Rosales                                                                      | 1:40:16  | Rosario Sánchez                                                                      | 1:41:56  |
| Skok wzwyż                    | Levern Spencer                                                                             | 1,94     | Sheree Francis                                                                         | 1,91     | Romary Rifka                                                                         | 1,91     |
| Skok o tyczce                 | Keisa Monterola                                                                            | 4,20     | Andrea Zambrana                                                                        | 3,90     | Milena Agudelo                                                                       | 3,90     |
| Skok w dal                    | Rhonda Watkins                                                                             | 6,67     | Jovanee Jarrett                                                                        | 6,52     | Bianca Stuart                                                                        | 6,50     |
| Trójskok                      | Kimberly Williams                                                                          | 14,23    | Caterine Ibargüen                                                                      | 14,10    | Ayanna Alexander                                                                     | 13,64    |
| Pchnięcie kulą                | Cleopatra Borel                                                                            | 18,76    | Zara Northover                                                                         | 17,04    | Annie Alexander                                                                      | 16,76    |
| Rzut dyskiem                  | María Cubillán                                                                             | 52,21    | Annie Alexander                                                                        | 51,03    | Paulina Flores                                                                       | 49,57    |
| Rzut młotem                   | Johana Moreno                                                                              | 66,98    | Rosa Rodríguez                                                                         | 64,16    | Natalie Grant                                                                        | 59,93    |
| Rzut oszczepem                | Kateema Riettie                                                                            | 53,77    | Fresa Nuñez                                                                            | 52,96    | María Lucelly Murillo                                                                | 51,29    |
| Siedmiobój                    | Peaches Roach                                                                              | 5780     | Francia Manzanillo                                                                     | 5561     | Tammilee Kerr                                                                        | 5345     |

Z powodu udowodnienia u lekkoatletek stosowania dopingu, medale utraciły:
- Portorykanka Rachael Marchand (odebrano jej srebrny medal igrzysk w biegu na 5000 m i brązowy medal w biegu na 10 000 m);
- Meksykanka Zudikey Rodríguez (odebrano jej medal w biegu na 400 m przez płotki, ponadto sztafeta 4 × 400 m z jej udziałem została pozbawiona brązowego medalu);
- Portorykanka Erika Rivera (odebrano jej oraz koleżankom z drużyny złoty medal w sztafecie 4 × 100 m).

## Klasyfikacja medalowa
*   Gospodarz ( Portoryko)
| Miejsce | Reprezentacja                        | Złoto | Srebro | Brąz | Razem |
| ------- | ------------------------------------ | ----- | ------ | ---- | ----- |
| 1       | Jamajka                              | 10    | 8      | 7    | 25    |
| 2       | Kolumbia                             | 7     | 8      | 8    | 23    |
| 3       | Meksyk                               | 7     | 5      | 12   | 24    |
| 4       | Trynidad i Tobago                    | 4     | 4      | 5    | 13    |
| 5       | Wenezuela                            | 4     | 4      | 2    | 10    |
| 6       | Portoryko*                           | 3     | 6      | 4    | 13    |
| 7       | Bahamy                               | 3     | 2      | 1    | 6     |
| 8       | Antyle Holenderskie                  | 2     | 0      | 1    | 3     |
| 9       | Kostaryka                            | 1     | 1      | 0    | 2     |
| 10      | Kajmany                              | 1     | 0      | 1    | 2     |
| 11      | Bermudy                              | 1     | 0      | 0    | 1     |
| 11      | Gwatemala                            | 1     | 0      | 0    | 1     |
| 11      | Brytyjskie Wyspy Dziewicze           | 1     | 0      | 0    | 1     |
| 11      | Saint Lucia                          | 1     | 0      | 0    | 1     |
| 11      | Barbados                             | 1     | 0      | 0    | 1     |
| 16      | Dominikana                           | 0     | 2      | 1    | 3     |
| 17      | Wyspy Dziewicze Stanów Zjednoczonych | 0     | 2      | 0    | 2     |
| 18      | Gujana                               | 0     | 1      | 2    | 3     |
| 19      | Haiti                                | 0     | 1      | 1    | 2     |
| 20      | Antigua i Barbuda                    | 0     | 1      | 0    | 1     |
| 20      | Grenada                              | 0     | 1      | 0    | 1     |
| 20      | Panama                               | 0     | 1      | 0    | 1     |
| 23      | Saint Kitts i Nevis                  | 0     | 0      | 2    | 2     |
| Razem   | Razem                                | 47    | 47     | 47   | 141   |